# Olympische Jugend-Sommerspiele 2010/Teilnehmer (Kolumbien)
| Gelbes Symbol für Goldmedaillen mit stilisierten Olympischen Ringen | Graues Symbol für Silbermedaillen mit stilisierten Olympischen Ringen | Braundes Symbol für Bronzemedaillen mit stilisierten Olympischen Ringen |
| ------------------------------------------------------------------- | --------------------------------------------------------------------- | ----------------------------------------------------------------------- |
| 2                                                                   | 3                                                                     | —                                                                       |

Die Jugend-Olympiamannschaft aus Kolumbien für die I. Olympischen Jugend-Sommerspiele vom 14. bis 26. August 2010 in Singapur bestand aus 23 Athleten.

## Athleten nach Sportarten

### Boxen
Jungen
- Juan Carlos Carrillo
Mittelgewicht: Silber

### Gewichtheben
| Mädchen - Diana Cadena Leichtgewicht: 5. Platz | Jungen - José Mena Federgewicht: Silber - José Miguel Vélez Schwergewicht: 5. Platz |

### Leichtathletik
| Mädchen - Janeth Largacha 400 m: 13. Platz | Jungen - Éider Arévalo 10 km Gehen: disqualifiziert |

### Radsport
- Jessica Legarda
- Jhonnatan Botero
- David Oquendo
- Brayan Ramírez
Mixed: Gold

### Reiten
- Mario Gamboa
Springen Einzel: Silber 
Springen Mannschaft: 5. Platz (im Team Südamerika)

### Ringen
| Mädchen - Sayury Cañón Freistil bis 52 kg: 5. Platz | Jungen - Carlos Valor Griechisch-römisch bis 69 kg: 6. Platz - Yerson Hernández Freistil bis 54 kg: 4. Platz |

### Schwimmen
| Mädchen - Isabella Arcila 50 m Freistil: 16. Platz 100 m Freistil: 18. Platz 50 m Rücken: 7. Platz 100 m Rücken: 13. Platz 200 m Rücken: 15. Platz - Juanita Barreto 100 m Freistil: 30. Platz 200 m Freistil: 32. Platz 50 m Rücken: 10. Platz 100 m Rücken: 12. Platz 200 m Rücken: 13. Platz 200 m Lagen: disqualifiziert (Vorlauf) | Jungen - Juan Manuel Arbeláez 50 m Freistil: 20. Platz 100 m Freistil: 33. Platz 50 m Schmetterling: 11. Platz 100 m Schmetterling: 28. Platz |

### Taekwondo
Jungen
- Óscar Muñoz
Klasse bis 55 kg: 5. Platz

### Tennis
Jungen
- Juan Sebastián Gómez
Einzel: Gold 
Doppel: 1. Runde (mit Duilio Beretta  Peru)

### Triathlon
| Mädchen - Viviana González Einzel: 25. Platz Mixed: 14. Platz (im Team Amerika 4) | Jungen - Andrés Eduardo Díaz Einzel: 23. Platz Mixed: 14. Platz (im Team Amerika 4) |

### Turnen

#### Gymnastik
Mädchen
- Eliana Rodríguez
Einzelmehrkampf: 32. Platz

### Wasserspringen
Jungen
- Miguel Reyes
Kunstspringen: 8. Platz